# Alton (Texas)
Alton es una ciudad ubicada en el condado de Hidalgo en el estado estadounidense de Texas. En el Censo de 2010 tenía una población de 12.341 habitantes y una densidad poblacional de 807,06 personas por km².

## Historia
El 21 de septiembre de 1989 a las 7 horas 30 minutos, tuvo lugar un accidente de tráfico en el que colisionaron un camión y un autobús de transporte escolar. Como consecuencia 22 niños residentes en el área de Alton fallecieron y 49 resultaron heridos. Este fue el accidente más grave en el que se vio implicado un autobús de transporte escolar en la historia del Estado de Texas. Inspirándose en este hecho, Russell Banks escribió la novela titulada The Sweet Hereafter que a su vez fue la base de una película del mismo título.

## Geografía
Alton se encuentra ubicada en las coordenadas 26°17′19″N 98°18′38″O / 26.28861, -98.31056. Según la Oficina del Censo de los Estados Unidos, Alton tiene una superficie total de 15.29 km², de la cual 15.23 km² corresponden a tierra firme y (0.39%) 0.06 km² es agua.

## Demografía
Según el censo de 2010, había 12.341 personas residiendo en Alton. La densidad de población era de 807,06 hab./km². De los 12.341 habitantes, Alton estaba compuesto por el 97.02% blancos, el 0.2% eran afroamericanos, el 0.1% eran amerindios, el 0.06% eran asiáticos, el 0.07% eran isleños del Pacífico, el 1.75% eran de otras razas y el 0.8% pertenecían a dos o más razas. Del total de la población el 93.62% eran hispanos o latinos de cualquier raza.

## Educación
El Distrito Escolar Independiente Consolidado de Mission sirve a la mayoría de Alton, y el Distrito Escolar Independiente de Sharyland y el Distrito Escolar Independiente de La Joya sirven a partes pequeñas de Alton.
Mission CISD gestiona estas escuelas primarias que sirven a partes de Alton:
- Escuela Primaria Alton - Alton
- Escuela Primaria Cantu - Alton
- Escuela Primaria Raquel Cavazos[13] - Alton
- Escuela Primaria Waitz Elementary School - Alton
- Escuela Primaria Hurla M. Midkiff Elementary School - Palmhurst
- Escuela Primaria Salinas Elementary School - área no incorporada

Mission CISD gestiona la Escuela Secundaria Alton Memorial, nombrada en honor a las estudiantes de Mission CISD que murieron en un accidente de autobús escolar en 1989, en Alton.
La Secundaria Alton Memorial sirve a las zonas de las primarias Cantu, Cavazos y Waitz. La Escuela Secundaria Rafael A. Cantu en Palmhurst sirve a las zonas de las primarias Alton, Midkiff y Salinas. La Escuela Preparatoria Mission y la Escuela Preparatoria Veterans Memorial en Mission sirven a las partes de Alton en Mission CISD.
Alton tiene una secundaria alternativa de Mission CISD, Mission Collegiate High School.
Sharyland ISD gestiona la Escuela Primaria Jesse Jensen en Alton. La Primaria Jenson, la Escuela Secundaria North en McAllen y la Escuela Preparatoria Sharyland Pioneer en una área no incorporada sirven a la parte de Alton en Sharyland ISD.
La Joya ISD gestiona la Escuela Secundaria Domingo Treviño en Alton. Las escuelas de LJISD que sirven Alton:
- Escuela Primaria Diaz/Villareal y la Escuela Primaria Kika de la Garza[17]
- Escuela Secundaria Treviño y  la Escuela Secundaria Memorial[18]
- Escuela Preparatoria Juárez-Lincoln y la Escuela Preparatoria Palmview[19]

## Hermanamientos
- Cedral (municipio) San Luis Potosí[20][21]